# Trachycosmus allyn
Trachycosmus allyn är en spindelart som beskrevs av Norman I. Platnick 2002. Trachycosmus allyn ingår i släktet Trachycosmus och familjen Trochanteriidae. Inga underarter finns listade i Catalogue of Life.